# Thomas Castaignède
Thomas Castaignède (Mont-de-Marsan, 21 de enero de 1975) es un ingeniero y exrugbista francés, que se desempeñaba mayoritariamente como apertura. Representó a Les Bleus de 1995 a 2007.

## Biografía
Se recibió de ingeniero en la INSA de Toulouse y actualmente reside en Londres, Reino Unido.
Trabaja en finanzas desde 2006, fue consultor de Santander y luego de Société Générale. Desde 2015 trabaja en la agencia de seguros Axa.
Ha sido consultor de Canal+ de 2007 a 2014 y columnista del diario británico The Guardian.
En diciembre de 2015 asumió como dirigente de la selección francesa, formada conjuntamente por los presidentes de la FFR.
En 2017 se unió como dirigente del Stade Toulousain y renunció en 2021, por desacuerdos con el presidente. Desde 2021 es directivo de la Ligue Nationale de Rugby.

## Carrera

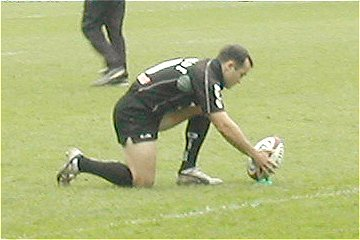
Jugando para los Saracens, en 2005.

En 1994, con diecinueve años, debutó en la primera del Stade Toulousain. Ingresó como suplente en la final del campeonato de Francia ante el ASM Clermont Auvergne y conquistó así el primero de los cuatro títulos consecutivos que ganaría.
Ese año fue seleccionado a los Barbarians franceses y participó de la gira por Australia. Allí jugó por única vez con su ídolo Serge Blanco.
En 1996 ganó la primera Copa de Campeones, anotando en la final un try y un drop contra los galeses de Cardiff RFC, en el Cardiff Arms Park.

### Castres
En 1997, después de haber logrado un cuádruple histórico con el Toulouse en el campeonato de Francia, se incorporó al Castres con la seguridad de jugar como titular. Jugó con CO 3 cuartos de final en 1998, 1999 y 2000 contra Perpignan, Clermont y Colomiers así como una final de Shield en 2000 contra Pau.

### Inglaterra
Dejó Francia en 2000, después de dos temporadas sin éxito con su club, para incorporarse a los Saracens. Pero pocos meses después de su marcha a Inglaterra, se lesionó gravemente durante el calentamiento previo al partido Francia - Australia de noviembre de 2000. Su lesión, la rotura del tendón de Aquiles, le mantuvo alejado de los terrenos de juego durante veinte meses.
A pesar de las ofertas de Castres Olympique, Stade Toulousain y Racing 92, optó por retirarse a los 32 cuando no fue anunciado en la lista de seleccionados para el Mundial de 2007.

## Selección nacional
Jean-Claude Skrela lo convocó a Les Bleus en octubre de 1995, para disputar la Copa Latina y debutó contra Rumania. Francia ganó el campeonato.
En el Torneo de las Cinco Naciones 1996, durante la prueba ante la Rosa; anotó el drop de la victoria en el último minuto.
Durante el Cinco Naciones 1998 jugó un partido memorable contra los Dragones rojos y su actuación hizo decir a Jean-Michel Aguirre: «Nunca había visto a un número 10 producir un juego tan largo y permanente que lo llevara tan lejos».
Bernard Laporte no lo tuvo en cuenta y prefirió en su lugar a: Gérald Merceron, la promesa Frédéric Michalak y luego a Lionel Beauxis. Recién lo convocó nuevamente en 2005, cuando jugó contra los Wallabies y los Springboks, participó del Seis Naciones 2006 y se retiró cuando no fue convocado para el mundial de 2007.
En total jugó 54 partidos y anotó 252 puntos (18 tries, 42 conversiones, 5 drops y 21 penales), ubicándose como uno de los mayores anotadores de la selección.

### Participaciones en Copas del Mundo
Skrela lo llevó a Gales 1999 como la estrella de los backs, por sobre el suplente Christophe Lamaison y lo alineó con los centros Émile Ntamack (12) y Richard Dourthe (13). Tras el primer partido, se lesionó el muslo en un entrenamiento y debió ser reemplazado por Nicolas Brusque.
| Mundial                       | Sede  | Resultado  | PJ | Tries |
| ----------------------------- | ----- | ---------- | -- | ----- |
| Copa Mundial de Rugby de 1999 | Gales | Subcampeón | 1  | 1     |

Laporte no lo seleccionó para Australia 2003 ni Francia 2007. En total, solo jugó ante los Canucks.

## Palmarés
Ganó el Oscar du Midi Olympique, premio al mejor jugador del Top 14 en 1996 y 1998.
- Campeón del Torneo de las Seis Naciones de 1997 y 2006.
- Campeón de la Copa Latina de 1995 y 1997.
- Campeón de la Copa de Campeones de 1996.
- Campeón del Top 14 de 1994, 1995, 1996 y 1997.
- Campeón del Desafío Yves du Manoir de 1995.